# سیارک ۴۹۲۰
سیارک ۴۹۲۰ (به انگلیسی: 4920 Gromov، نامگذاری:1978PY2) چهار هزار و نهصد و بیستمین سیارک کشف شده‌است که در ۸ اوت ۱۹۷۸ کشف شد.
قدر مطلق سیارک برابر ۱۳٫۰۰ است.